# Lamb of God
Lamb of God (včasih skrajšano LoG) je ameriška heavy metal skupina iz Richmonda v Virginiji. Skupino, ki je bila ustanovljena leta 1994 pod imenom Burn the Priest, sestavljajo basist John Campbell, vokalist Randy Blythe, kitarista Mark Morton in Willie Adler ter bobnar Art Cruz. Skupina velja za pomembnega člana novega vala ameriškega heavy metala.
Skupina je od ustanovitve izdala deset studijskih albumov: Burn the Priest (kot Burn the Priest) (1999), New American Gospel (2000), As the Palaces Burn (2003), Ashes of the Wake (2004), Sacrament (2006), Wrath (2009), Resolution (2012), VII: Sturm und Drang (2015), Legion: XX (kot Burn the Priest) (2018), in Lamb of God (2020). Skupina je izdala tudi en koncertni album, en kompilacijski album, tri DVD-je, dva EP-ja in osemindvajset singlov.
Skupina je v Združenih državah Amerike prodala skoraj dva milijona albumov, vključno z dvema albumoma, ki ju je RIAA razglasila za zlata; zadnji album, ki je izšel leta 2020, je bil izdan pod lastno blagovno znamko. V letih 2010 in 2011 je skupina prejela nominaciji za grammyja za pesmi z albuma Wrath iz leta 2009. Nominacijo so prejeli tudi leta 2016 za pesem »512«. Skupina je med drugim dvakrat gostovala na Ozzfestu, nastopila pa je tudi na festivalih Download in Sonisphere v Veliki Britaniji, Soundwave, Mayhem 2010 in Gigantour. Med letoma 2008 in 2010 so bili del Metallicine turneje World Magnetic Tour, v letih 2018 in 2019 pa so podpirali Slayer na njihovi zadnji svetovni turneji.

## Zasedba
| Trenutna zasedba - John Campbell – bas (1994–danes) - Randy Blythe – vokali (1995–danes) - Mark Morton – vodilna kitara (1994, 1997–danes) - Willie Adler – ritmična kitara (1999–danes) - Art Cruz – bobni (2019–danes) | Nekdanji člani - Matt Conner – ritmična kitara (1994) - Abe Spear – ritmična kitara (1994–1999), vodilna kitara (1994–1997) - Chris Adler – bobni (1994–2019; premor 2018–2019) Spremljevalni glasbeniki na turnejah - Doc Coyle – vodilna kitara (2009) - Buz McGrath – vodilna kitara (2009) - Matt DeVries – bas (2013) - Paul Waggoner – vodilna kitara (2014) - Phil Demmel – ritmična kitara, bas (2022) |

Časovnicaa

## Diskografija

### Kot Burn the Priest
- Burn the Priest (1999)
- Legion: XX (2018)

### Kot Lamb of God
- New American Gospel (2000)
- As the Palaces Burn (2003)
- Ashes of the Wake (2004)
- Sacrament (2006)
- Wrath (2009)
- Resolution (2012)
- VII: Sturm und Drang (2015)
- Lamb of God (2020)
- Omens (2022)